# 大棕鶇
大棕鶇（學名：Turdus fuscater）是鶇屬下的一種鳥類。發現於玻利維亞、哥倫比亞、厄瓜多爾、秘魯和委內瑞拉。體長平均28—35（11—14英寸）、重128—154克（4.5—5.4盎司），它是美洲最大的鶇。其體型也是與同區域其他鶇屬鳥類區分的重要特征之一。其自然棲息地包括熱帶、亞熱帶的潮濕山地林、高海拔灌木地和退化的森林，在都市附近也有出現。